# Caloundra International 2005
Il Caloundra International 2005 è stato un torneo di tennis facente parte della categoria ATP Challenger Series nell'ambito dell'ATP Challenger Series 2005. Il torneo si è giocato a Caloundra in Australia dal 31 ottobre al 6 novembre 2005 su campi in cemento.

## Vincitori

### Singolare
Peter Luczak ha battuto in finale  Alun Jones con il punteggio di 7–5, 7–6(1)

### Doppio
Peter Luczak /  Shannon Nettle hanno battuto in finale  Robert Smeets /  Aleksandar Vlaski 6(4)–7, 6–4, 6–2